# Nesobasis monticola
Nesobasis monticola är en trollsländeart som beskrevs av Donnelly 1990. Nesobasis monticola ingår i släktet Nesobasis och familjen dammflicksländor. Inga underarter finns listade i Catalogue of Life.